# Алексеевская насосная станция
Алексеевская насосная станция — сооружение, служившее в XIX веке для перекачки воды из Мытищ в Крестовские водонапорные башни.

## История
Алексеевская насосная станция была сооружена в районе села Алексеевского в 1830 году. Работу станции обеспечивали два паровых насоса мощностью по 25 л. с. каждый, вода перекачивалась в ёмкость, находящуюся на Сухаревой башне. В 1892 году, когда была окончена постройка приёмного резервуара под землёй на Мытищинском акведуке и нового машинного отделения, вода стала перекачиваться в Крестовские водонапорные башни (ныне там находится Крестовский путепровод). 
В те же годы на насосной станции начал трудиться Владимир Ольденборгер, ставший впоследствии главным инженером станции (вплоть до своей смерти в декабре 1921 года).
Во время Октябрьской революции рабочие станции поддержали большевиков. Была образована бригада из 20 человек. 
Алексеевская насосная станция функционировала до 1940 года, после начала работы Восточной водонапорной станции в её здании расположили ремонтные мастерские Московского водопровода.

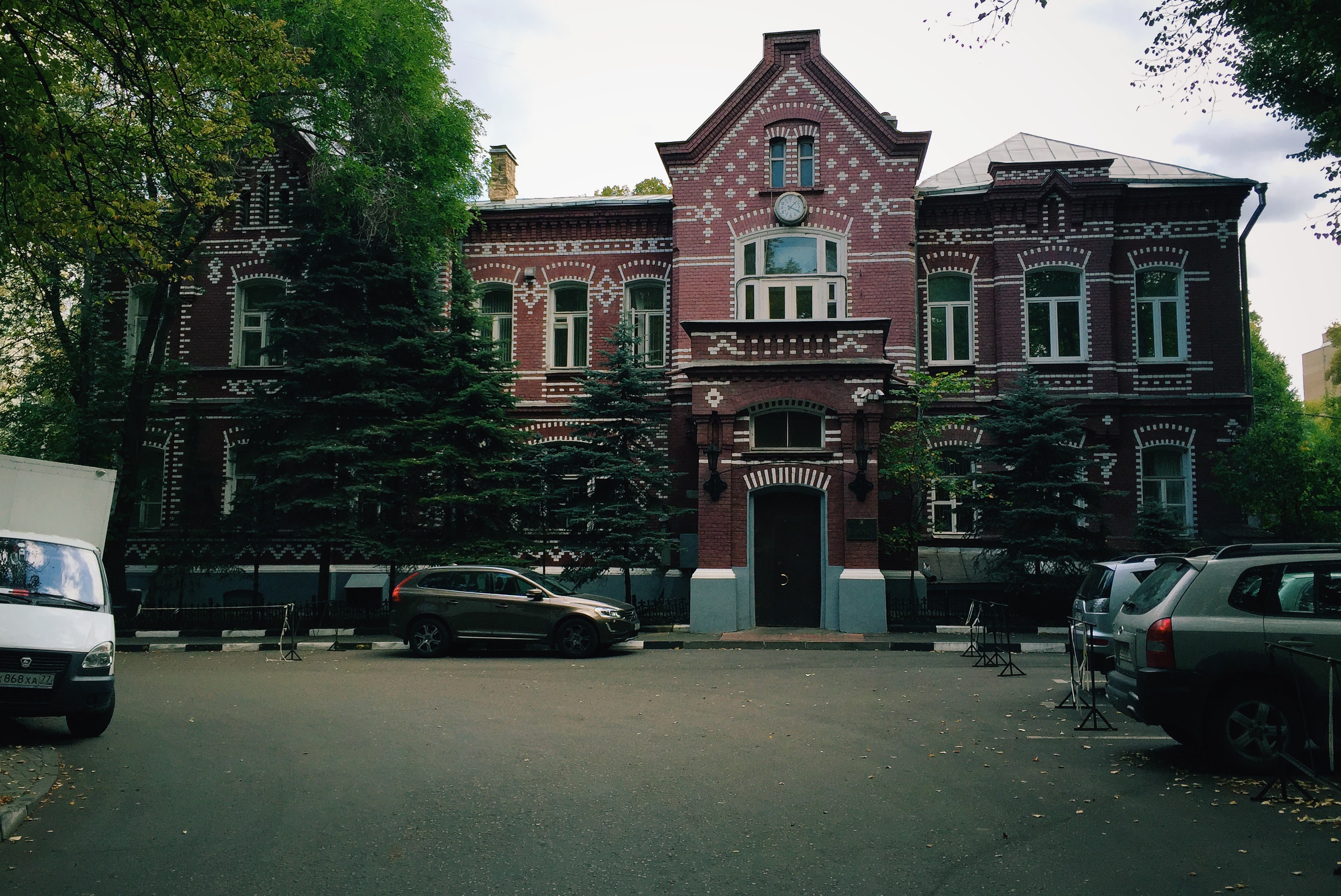
Здание конторы бывшей Алексеевской водокачки (2015)

В настоящее время здание Алексеевской водонапорной станции находится в районе Новоалексеевской улицы и Первого Рижского переулка, оно входит в архитектурно-исторический ансамбль, состоящий собственно из здания водонапорной станции (ныне завода «Водоприбор») и зданий бывшего приюта братьев Бахрушиных. Часть исторических построек Алексеевской водоподъемной станции можно рассмотреть через забор с чугунными решётками вдоль Новоалексеевской улицы.
Приказом Департамента культурного наследия города Москвы от 16 сентября 2016 года № 707 Алексеевская насосная станция и ряд других построек включены в единый государственный реестр объектов культурного наследия (памятников истории и культуры) народов Российской Федерации в качестве объекта культурного наследия регионального значения (ансамбля).